# Bernd Hofmann (Fußballspieler)
Bernd Hofmann (* 18. September 1941; † 14. Juli 2013 in Dresden) war ein deutscher Fußballspieler. In der obersten Fußballklasse des DDR-Fußballverbandes, der Oberliga, war er für Dynamo Dresden und Dynamo Berlin aktiv.

## Karriere
Hofmann, Sohn des früheren Fußballnationalspielers Richard Hofmann, begann seine fußballerische Laufbahn bei der kleinen Betriebssportgemeinschaft (BSG) Lok Dresden Mitte. Mit 16 Jahren wechselte er 1957 zur Polizeisportgemeinschaft SG Dynamo Dresden. Nachdem er die obligatorischen Nachwuchsmannschaften durchlaufen und eine Lehre zum Kraftfahrzeugschlosser abgeschlossen hatte, spielte er ab 1959 in der 1. Mannschaft Dynamo Dresdens, die gerade in die zweitklassige DDR-Liga aufgestiegen war. In der Saison 1961/62 stieg er mit seiner Mannschaft in die Oberliga auf.
In seiner ersten Oberligasaison 1962/63 spielte Hofmann von Beginn an durchgehend auf der linken Mittelfeldseite und bestritt 23 der 26 ausgetragenen Punktspiele. 1962 wurde er in den Kader der DDR-Nachwuchsnationalmannschaft aufgenommen. Zwischen 1962 und 1963 wurde er in vier Nachwuchsländerspielen eingesetzt. In den Jahren 1963 und 1965 kam er in drei B-Länderspielen zum Einsatz. Die Saison 1962/63 endete für den Neuling Dynamo Dresden mit dem Abstieg. Hofmann, mit der Perspektive zum Nationalspieler, wurde daraufhin zum Schwerpunktklub der Dynamo-Sportvereinigung, den Oberligisten SC Dynamo Berlin delegiert. Dort absolvierte er jedoch nur die ersten neun Punktspiele in der Oberliga, zunächst als Stürmer, die letzten fünf Begegnungen in seiner gewohnten Rolle im Mittelfeld. Nach dem Saisonende kehrte Hofmann wieder zu Dynamo Dresden zurück.
Die Dresdner waren währenddessen erneut in die Oberliga aufgestiegen. Hofmann übernahm seinen Stammplatz im Mittelfeld und kam 1964/65 auf 17 Oberligaeinsätze. Er blieb in den folgenden Jahren Stammspieler als Mittelfeldregisseur. 1967/68 absolvierte er erstmals alle 26 Oberligapunktspiele und war mit sieben Punktspieltoren Torschützenkönig seiner Mannschaft; sechs Treffer davon resultierten aus Strafstößen. Seine Mannschaft hatte jedoch mit 25 Toren die wenigsten aller Oberligateams erzielt und stieg erneut ab. In der DDR-Liga-Saison 1968/69 bestritt Hofmann 27 der 30 ausgetragenen Punktspiele, machte sieben Tore und war damit am sofortigen Wiederaufstieg beteiligt. Die neue Oberligasaison 1969/70 war für den inzwischen 28-jährigen Hofmann die letzte Erstliga-Spielzeit. Nachdem er noch die ersten Punktspiele bestritten und erneut zwei Tore aus Strafstößen erzielt hatte, war mit dem Spiel Dynamo Dresden – Vorwärts Berlin (1:1) seine Laufbahn als Spitzensportler beendet. Innerhalb von acht Jahren hatte er 124 Oberligaspiele bestritten (115 für Dynamo Dresden) und 17 Tore (für Dresden) erzielt.
Am 14. Juli 2013 starb Hofmann nach schwerer Krankheit in Dresden.